# Muxi (sockenhuvudort i Kina, Hunan Sheng, lat 28,09, long 110,59)
Muxi (kinesiska: 木溪, 木溪乡) är en sockenhuvudort i Kina. Den ligger i provinsen Hunan, i den södra delen av landet, omkring 230 kilometer väster om provinshuvudstaden Changsha. Antalet invånare är 8 092. Befolkningen består av 3 776 kvinnor och 4 316 män. Barn under 15 år utgör 18,0 %, vuxna 15-64 år 66 %, och äldre över 65 år 14,0 %.
Runt Muxi är det ganska tätbefolkat, med 230 invånare per kvadratkilometer. Närmaste större samhälle är Guanyinge, 10,7 km söder om Muxi. I omgivningarna runt Muxi växer i huvudsak blandskog.
Genomsnittlig årsnederbörd är 1 936 millimeter. Den regnigaste månaden är maj, med i genomsnitt 360 mm nederbörd, och den torraste är december, med 48 mm nederbörd.